# Miltochrista flavodiscalis
Miltochrista flavodiscalis är en fjärilsart som beskrevs av Talbot 1926. Miltochrista flavodiscalis ingår i släktet Miltochrista och familjen björnspinnare. Inga underarter finns listade i Catalogue of Life.

## Bildgalleri

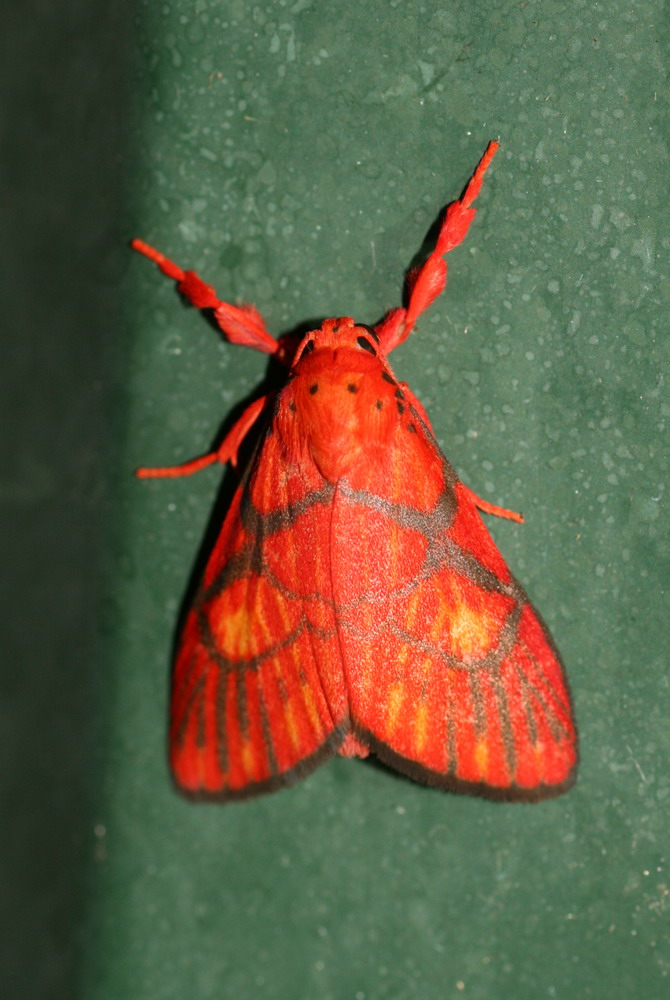